# Warwasi
Warwasi – stanowisko o charakterze jaskiniowym położone jest na terenie gór Zagros na terenie dzisiejszego Iranu. 
W jaskini tej poświadczona jest obecność warstw utożsamianych z kulturą mustierską oraz z kulturą baradosteńską.